# 素戔神流
素戔神流（すさしんりゅう）は、ザインの代表である伯壬旭（はくじんきょく 、本名：小島露観（こじまろかん））により開かれた剣術の流派である。正式には素戔神流魔剣（すさしんしんりゅうまけん）という。

## 概要
素戔神流の発生は、開祖・小島則武によれば、1986年6月30日より始まった「悪魔戦争」の中で、数々の神より与えられた魔剣（神剣）を十本以上振いながら魔と数千回に渡って斬り結んだという。その悪魔戦争の際に用いた剣の振りや身のこなしを再現したものが、素戔神流の剣技となっているとされる。さらに伯は素戔神流の奥義である「霊斬」を使うことができるとされる。
素戔神流の名前の由来はスサノオノミコトに由来する。